# Hôpital général du Lakeshore

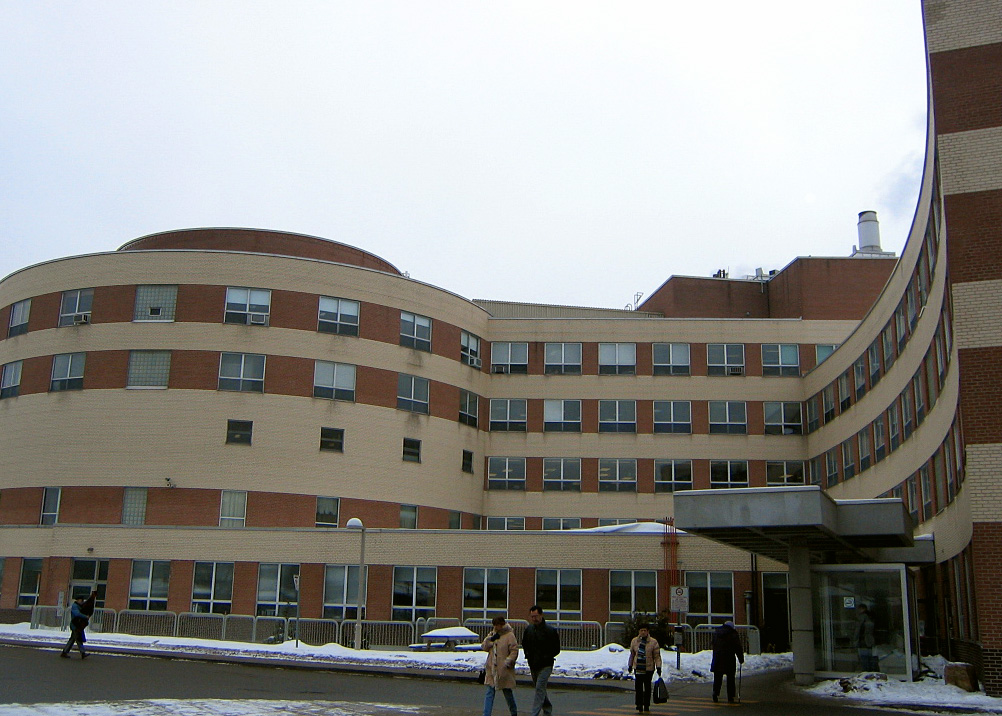
Lakeshore General Hospital

L'Hôpital général du Lakeshore est un hôpital situé à Pointe-Claire, sur l'Île de Montréal.
L'hôpital compte 1 200 employés et 257 lits. Il dessert une population estimée à 377 000 personnes dans l'Ouest-de-l'Île.
L'hôpital est situé près des autoroutes 13, 20, 40, 520 ; et est souvent appelé à traiter des victimes d'accident. Sa salle d'urgence est l'une des plus occupées à Montréal avec plus de 72 000 visites annuellement.
L'hôpital général du Lakeshore a ouvert ses portes en 1965. Il fait partie du Centre de santé et de services sociaux de l'Ouest-de-l'Île (RUIS du Centre universitaire de santé McGill).